# 羅阿諾克 (密蘇里州)
羅阿諾克（英語：Ronaoke）是位於美國密蘇里州霍華德縣及蘭道夫縣的非建制地區。

## 歷史
羅阿諾克的郵局於1871年設立，其後於1955年停運。

## 地理
羅阿諾克所處的海拔為高於海平面253米（即830英呎），而該地所採用的時區為UTC-6，即北美中部時區（CST）。同時該地設有夏令時間，為UTC-6調快一小時，即UTC-5（CDT）。